# Gutiérrez Sport Club
O Gutiérrez Sport Club, também conhecido simplesmente como Gutiérrez, é um clube de futebol argentino da cidade de General Gutiérrez, localizada no departamento de Maipú, na província de Mendoza. Foi fundado em 17 de junho de 1923, suas cores são o azul-celeste e o branco.
Entre as muitas atividades esportivas praticadas no clube, a principal é o futebol, onde atualmente sua equipe masculina participa do Torneo Federal A, a terceira divisão do futebol argentino para as equipes indiretamente afiliadas à Associação do Futebol Argentino (AFA), sendo representante da Liga Mendocina de Fútbol ante o Conselho Federal do Futebol Argentino (CFFA).
Seu estádio de futebol é o Anselmo Zingaretti, também localizado em General Gutiérrez, que conta com capacidade aproximada para 8 mil espectadores.
Seu principal rival é o Deportivo Maipú, com quem protagoniza o clássico maipucino.

## História

### Fundação
O clube foi fundado em 17 de junho de 1923, na escola "José Albino Gutiérrez". Inicialmente, a instituição recebeu o nome de "Centro Deportivo General Gutiérrez". Entre os fundadores estavam: Emilio Palero Infante, professor da escola e idealizador do clube, percebendo a necessidade de um centro esportivo voltado à promoção da cultura física e ao fortalecimento do sentimento nacional; Ángel Campoy Pelayo, eleito presidente na primeira reunião; e Mario Berzio, que posteriormente atuaria como jogador e dirigente do clube.
Em 1926, o clube filiou-se à Liga Mendocina de Fútbol, no ano seguinte, participou da 1ª División Intermedia (segunda divisão mendocina) e conquistou seu primeiro título regional. Em 1930, o clube alterou seu nome para Gutiérrez Sport Club, em 1936, houve uma fusão futebolística com o Maipú, que durou pouco devido à baixa aceitação de torcedores e jogadores, dissolvendo-se rapidamente. Isso aconteceu em 27 de novembro de 1988, o clube conquistou o título da divisão de elite da Liga Mendocina de Fútbol, após derrotar o Independiente Rivadavia por 1–0.

## Cores, camisa, apelidos e rivais
A cor tradicional sempre foi o celeste, em razão da relação do clube com o estabelecimento de ensino e com a bandeira da Argentina. O branco consolidou-se como cor secundária no uniforme alternativo. Em 1936, houve uma breve aliança com o Deportivo Maipú que durou 16 partidas, período em que a camisa foi celeste, mas ostentando o escudo do rival histórico.
O apelido principal é Celeste, naturalmente inspirado na cor de seu escudo e uniforme. Também é conhecido como "Perro", alcunha baseada na garra e entrega que a equipe demonstrou nas primeiras décadas após sua fundação.
O maior rival do Celeste é o Club Deportivo Maipú. A rivalidade surgiu por serem os dois clubes mais importantes do departamento e pela proximidade geográfica.

## Títulos
O Perro conquistou três títulos da Liga Mendocina de Fútbol (LMF): 1988, 2020 e 2022. Na  segunda divisão da LMF, obteve 13 campeonatos e consequentes acessos à divisão principal do futebol regional.
Em âmbito nacional, o Celeste possui dois acessos à terceira divisão do Campeonato Argentino: o primeiro ao vencer o Torneo Federal B de 2014, e o mais recente após ser um dos campeões do Regional Federal Amateur de 2023–24.